# Mennegat

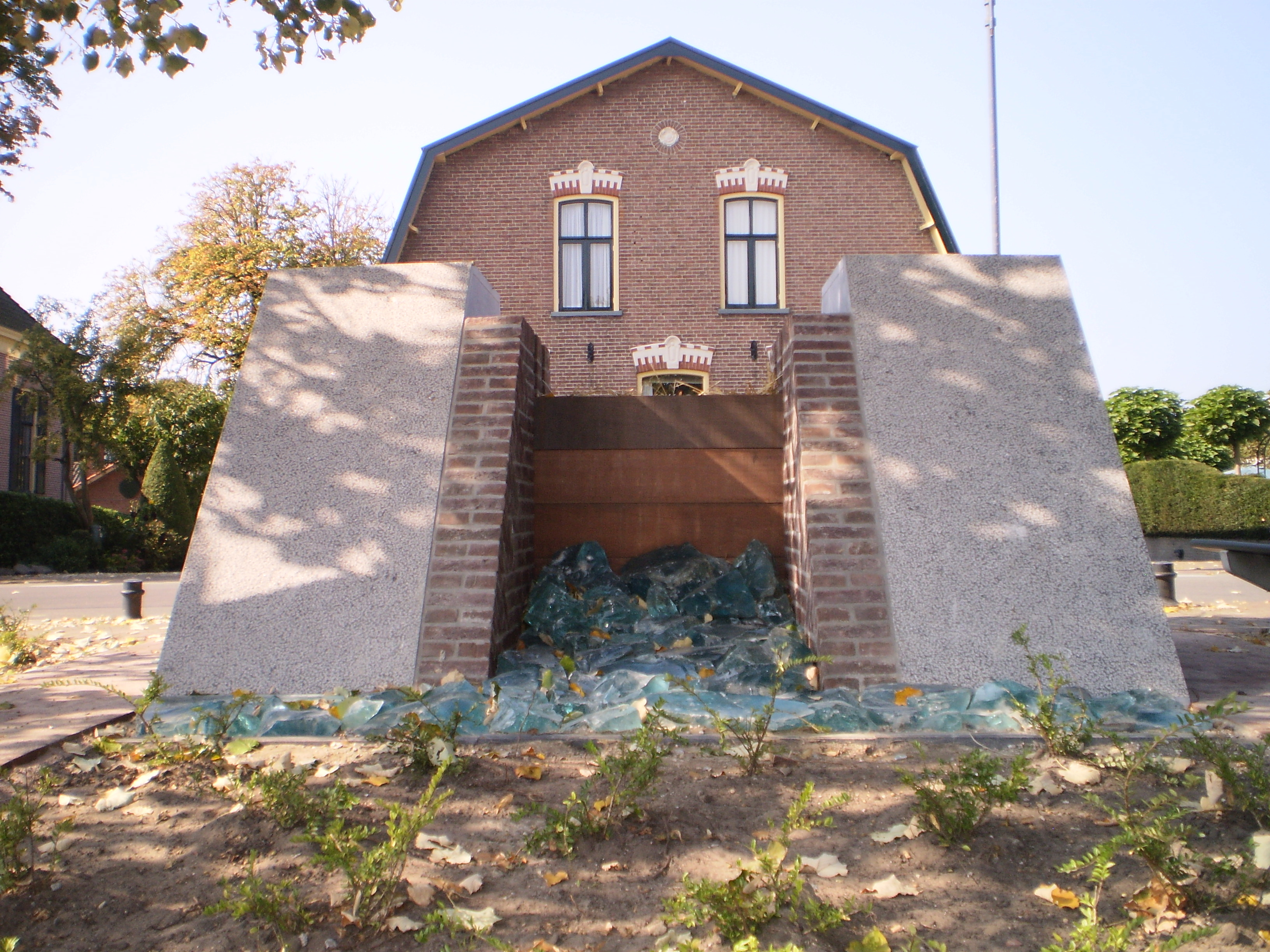
Monument Mennegat in Eemnes

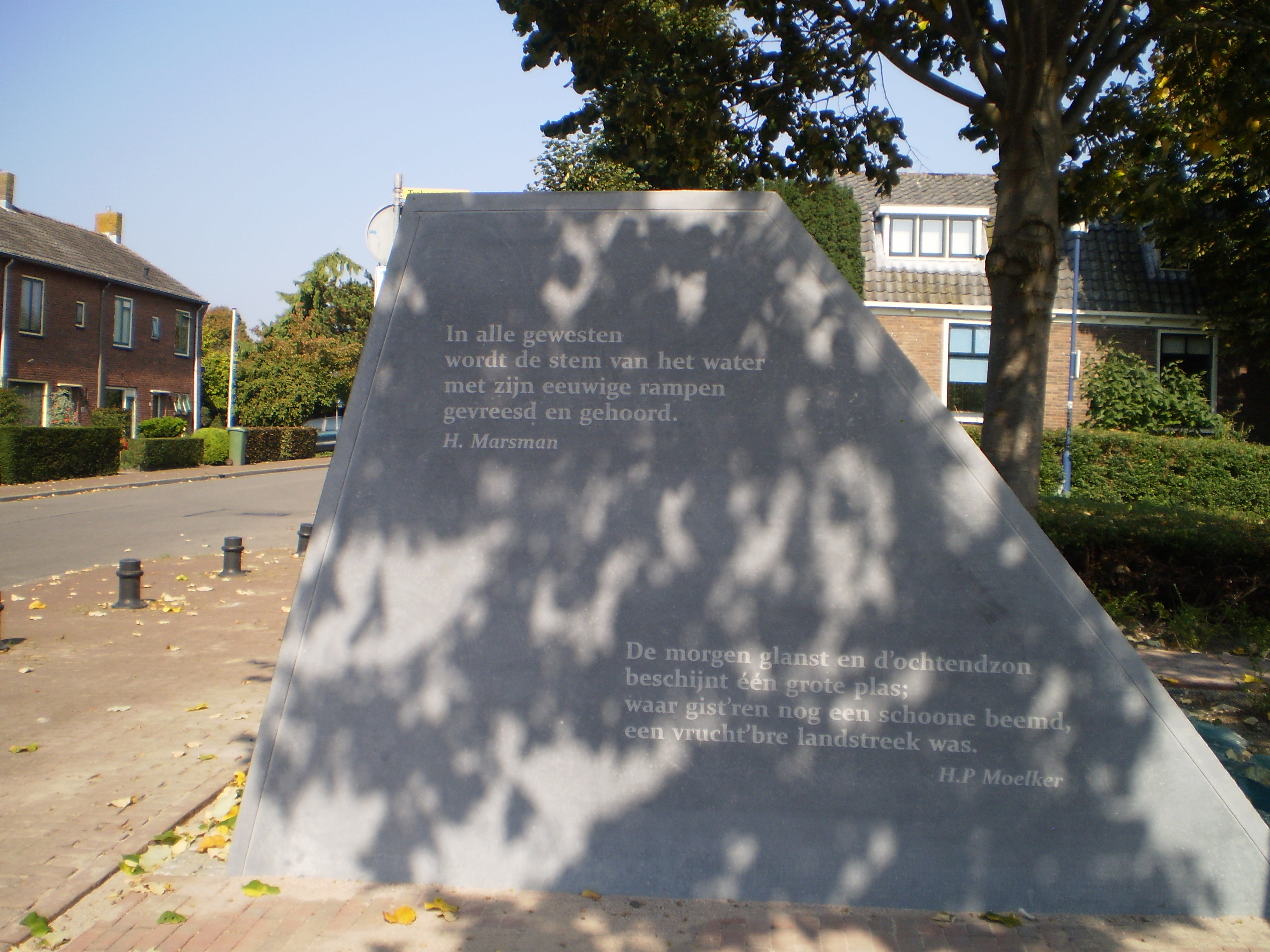
Gedichten op de zuidzijde van het Mennegat

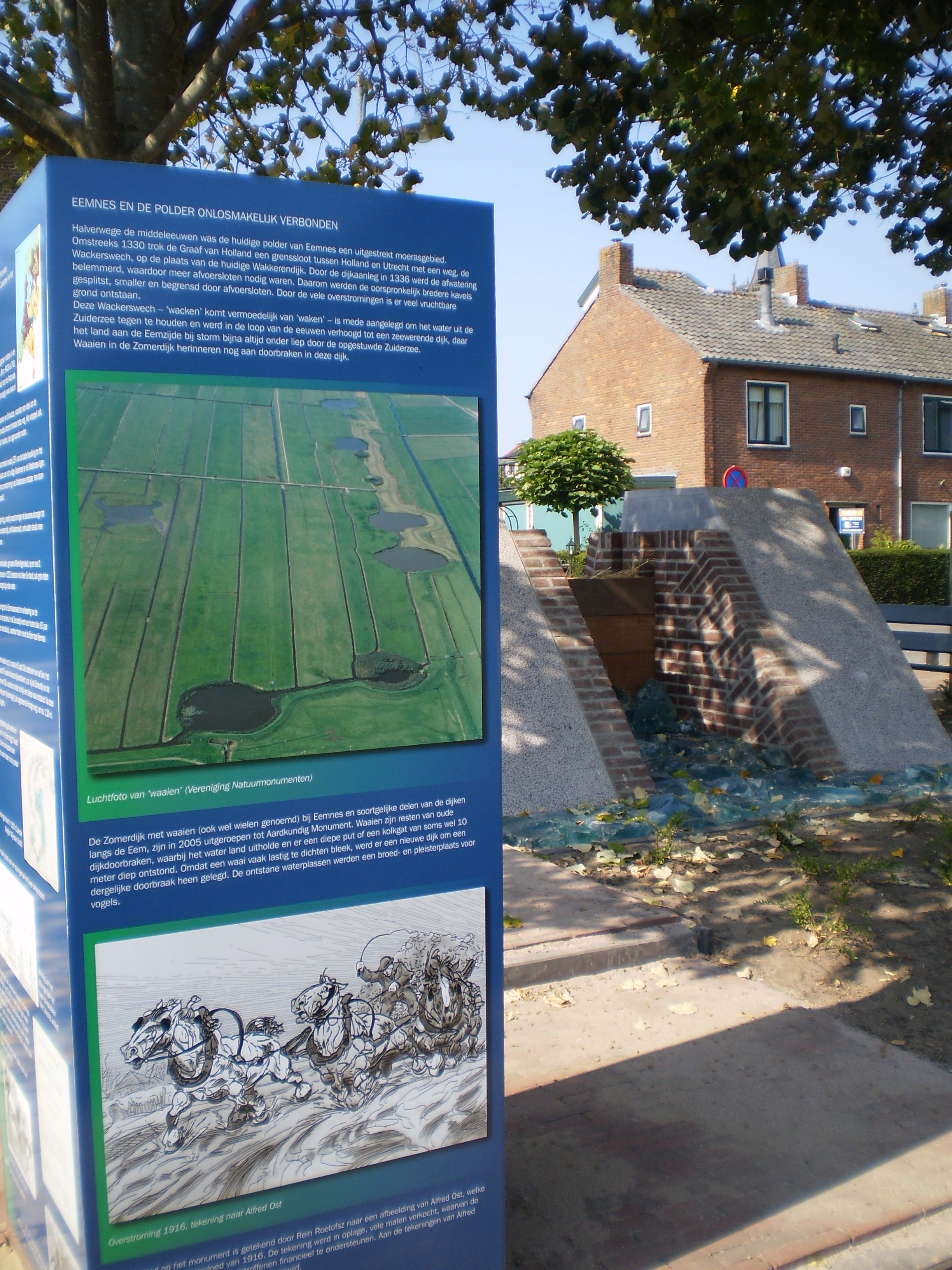
Infozuil bij het Mennegat, boven de waaien, onder de tekening van Rein Roelofsz

Een mennegat is een doorgang in een dijk, die door boeren met paard en wagen werd gebruikt om naar het veld in de polder te gaan. Deze doorgangen in de dijk, van de weg naar het hooi- en weiland in de polder, dienden afgesloten zijn van 15 oktober tot in het voorjaar. Ook werden de doorgangen met een houten schot gedicht als het hoge water van de Eem over de zomerdijk stroomde. De mennegaten werden dan met twee rijen balken gesloten. De opening ertussen werd gevuld met stro en mest, dat als een soort leem fungeerde. Deze materialen moesten vanaf de herfst klaar liggen. 
Mennegat is een plaatselijk woord, het duidt op een speciaal type coupure. Dat woord betekent ‘weglating’, het is een weggesneden stuk in een waterkering.

## Strijd tegen het water
In Eemnes is een watermonument gemaakt met als titel Het Mennegat. Het beeld kwam tot stand door een samenwerking tussen het waterschap Vallei en Eem en de Historische Kring Eemnes. Bijzonder is dat het monument tot stand kwam door mensen die een band met Eemnes hebben, van natuursteenbedrijf, drukkerij en bouwbedrijf tot en met beeldend kunstenaar Reggie van Berkel. Het gedenkteken staat aan de Wakkerendijk, tegenover de vroegere Waag, waar destijds ook een mennegat was. Het monument verbeeldt 'De Hooge Weg' met een gesloten mennegat dat het water bij de Wakkerendijk en de Meentweg moest tegenhouden in de Eeuwige strijd tegen het water. Het monument werd op Monumentendag 2014 onthuld door de dijkgraaf. Op een informatiezuil staat informatie over de Eemnesser geschiedenis van strijd tegen het water:
- 1287 - Sint-Luciavloed
- 1532 - Allerheiligenvloed
- 1703 - twee stormvloeden
- 1916 - Zuiderzeevloed

Waarschuwen
De bewoners van de boerderij naast het Gemaal Eemnes hadden de taak om te waarschuwen voor hoog water. Aan de westgevel van het gemaal staan in nissen twee stormlampen, een witte en een rode. Het witte licht betekende water tot aan de kruin, het rode licht gaf aan dat de zomerdijk overstroomde en dat de mennegaten dus gesloten dienden te worden. Na de aanleg van de Afsluitdijk werden de Hoge Weg en dus ook de mennegaten overbodig. De vrijkomende grond van de afgegraven weg werd gebruikt om de wegen in de Eemnesser polder aan te leggen.
Het monument
Het monument bestaat uit twee wallen van Belgisch hardsteen, die met hun trapeziumvorm een dijklichaam verbeelden. Aan de binnenzijde is traditioneel metselwerk, het gat zelf is afgedicht met hardhouten planken. Het water wordt gesymboliseerd door glazen keien zodat er minder onderhoud nodig is. De nadruk ligt op de grote overstroming bij de Meentweg in 1916. Op 13 januari van dat jaar braken bij de Zuiderzeevloed twee mennegaten door in de Meentweg, zodat het land aan de westkant van de Meentweg onder water kwam te staan. Het huis bij het gat werd grotendeels verwoest en boerderijen achter de dijk van de Meentweg kwamen een tijdje in het water te staan. Ter ondersteuning van de getroffenen werden tekeningen verkocht, die de oud-Eemnesser grafisch ontwerper Rein Roelofsz had gemaakt naar een afbeelding van Alfred Ost. In het beeld staan belangrijke jaartallen, een gedichtfragment en een tekening. Naast een fragment van Hendrik Marsman zijn er regels van H.P. Moelker.
Schilderij
Op een schilderij van Gerard van Stoutenburg is het mennegat bij de voormalige herberg De Lindenboom te zien, dit was in die tijd tevens het rechthuis en raadhuis. Op die plek staat nu de burgemeesterswoning.